# Gallardosaurus
Gallardosaurus is een geslacht van uitgestorven pliosauride plesiosauriërs uit de Caribische zee. Het bevat als enige soort Gallardosaurus iturraldei. Gallardosaurus werd gevonden in rotsen uit het midden van het Laat-Oxfordien (Laat-Jura) van de Jagua-formatie in het westen van Cuba. Gallardosaurus wordt verondersteld verwant te zijn aan Peloneustes, een pliosauriër die veel voorkomt in het sediment uit het Oxfordien.

## Geschiedenis en etymologie
Sinds de eerste helft van de twintigste eeuw worden in Cuba reptielen uit het Oxfordien gevonden, maar de meesten hebben geen brede erkenning gekregen, omdat publicaties niet op grote schaal werden verspreid. In 1996 rapporteerden dr. Manuel Iturralde-Vinent en Mark Norell aanvankelijk het exemplaar MNHNCu P3005, een gedeeltelijke schedel en onderkaak met enkele halswervels, gelijkend op dat van de soort Pliosaurus ferox. Het specimen werd in 1946 ontdekt door de Cubaanse boer Juan Gallardo, ongeveer acht kilometer ten oosten van Viñales, Pinar del Río, in het noordwesten van Cuba. Het was echter niet geprepareerd toen Iturralde-Vinent en Norell het zagen en er werd geen volledige beschrijving gemaakt. Na preparatie wezen Zulma Gasparini en Iturralde-Vinent het exemplaar in 2006 toe aan het geslacht Peloneustes, maar later werd geconcludeerd dat het exemplaar beter als een nieuw geslacht benoemd kon worden. In 2009 werd MNHNCu P3005 beschreven als het aparte geslacht Gallardosaurus.
De geslachtsnaam is afgeleid van de ontdekker van het holotype MNHNCu P3005, Juan Gallardo, die samen met Juanito Gallardo de eer krijgt voor het ontdekken van de meeste reptielen uit het Oxfordien van Cuba. De soortaanduiding itturraldei eert de geotectonist en paleontoloog dr. Manuel Iturralde Vinent.
MNHNCu P3005 werd gevonden in een afzetting in donkere leisteen, in de Jagua Vieja-afzetting van de Jagua-formatie. Het is driedimensionaal geconserveerd met lichte vervorming. De snuitpunt en de achterste uiteinden van de onderkaak zijn afwezig. De schedel was breed en niet lang, met lange puntige tanden. Het gebrek aan fusie bij sommige wervels suggereert dat het individu niet volgroeid was toen het stierf.

## Beschrijving
Gallardosaurus heeft een lengte van ongeveer drie meter.
Gasparini stelde een unieke combinatie van op zich niet unieke kenmerken vast. De praemaxilla raakt de voorste binnenhoek van het neusgat. Het neusbeen reikt verder naar achteren dan de voorrand van de oogkas en levert een grote bijdrage aan de achterrand van het neusgat. Het prefrontale is naar voren buiten verbreed. Het voorhoofdsbeen raakt de oogkas niet. Het wandbeen heeft een verbrede voorrand. De buitenste beenstijl versmelt met het postorbitale en het jukbeen. Er bevindt zich een spleetvormige voorste holte tussen de pterygoïden. Het dolkvormig uitsteeksel van het parasfenoïde is bol, van onderen zichtbaar en de voorste holte tussen de pterygoïden afsluitend. Het basisfenoïde beslaat de achterste driekwart en het parasfenoïde het voorste kwart van de achterste holte tussen de pterygoïden. De beenplaten van de pterygoïden zijn hoog. De tubera basilaria zijn kort. Op de onderkaak is de zone van het coronoïde hoog en het surangulare is kort. Het kaakgewricht staat laag ten opzichte van de tandrij. De doornuitsteeksels van de atlas en de draaier zijn vergroeid, naar achteren een breed plateau vormend dat naar boven oploopt.
De indeling van het gebit is niet volledig bekend. In het bovenkaaksbeen staan minstens dertien tanden. In het dentarium van de onderkaak staan minstens veertien tanden. De tanden zijn trihedraal, dus met een extra snijrand zodat de kroon op de spits bezien de vorm heeft van een viervlak, wat nuttig is om vlees te verscheuren.

## Fylogenie
Gallardosaurus was een pliosauriër en lid van de Pliosauridae, een groep korthalzige reptielen die leefden tijdens het Mesozoïcum. Andere leden van de groep zijn Hauffiosaurus, Kronosaurus, Peloneustes, Liopleurodon, Brachauchenius en Pliosaurus.

### Cladogram
Het volgende cladogram toont de stamboom volgens Gasparini (2009).
|  | Peloneustes    |
|  |                |
|  | Gallardosaurus |
|  |                |

|  | Liopleurodon                                                  |
|  |                                                               |
|  | \| \| Brachauchenius \| \| \| \| \| \| Pliosaurus \| \| \| \| |
|  |                                                               |
|  | Brachauchenius                                                |
|  |                                                               |
|  | Pliosaurus                                                    |
|  |                                                               |

|  | Brachauchenius |
|  |                |
|  | Pliosaurus     |
|  |                |

|  | Peloneustes    |
|  |                |
|  | Gallardosaurus |
|  |                |

|  | Liopleurodon                                                  |
|  |                                                               |
|  | \| \| Brachauchenius \| \| \| \| \| \| Pliosaurus \| \| \| \| |
|  |                                                               |
|  | Brachauchenius                                                |
|  |                                                               |
|  | Pliosaurus                                                    |
|  |                                                               |

|  | Brachauchenius |
|  |                |
|  | Pliosaurus     |
|  |                |

|  | Peloneustes    |
|  |                |
|  | Gallardosaurus |
|  |                |

|  | Liopleurodon                                                  |
|  |                                                               |
|  | \| \| Brachauchenius \| \| \| \| \| \| Pliosaurus \| \| \| \| |
|  |                                                               |
|  | Brachauchenius                                                |
|  |                                                               |
|  | Pliosaurus                                                    |
|  |                                                               |

|  | Brachauchenius |
|  |                |
|  | Pliosaurus     |
|  |                |

|  | Peloneustes    |
|  |                |
|  | Gallardosaurus |
|  |                |

|  | Liopleurodon                                                  |
|  |                                                               |
|  | \| \| Brachauchenius \| \| \| \| \| \| Pliosaurus \| \| \| \| |
|  |                                                               |
|  | Brachauchenius                                                |
|  |                                                               |
|  | Pliosaurus                                                    |
|  |                                                               |

|  | Brachauchenius |
|  |                |
|  | Pliosaurus     |
|  |                |

|  | Peloneustes    |
|  |                |
|  | Gallardosaurus |
|  |                |

|  | Liopleurodon                                                  |
|  |                                                               |
|  | \| \| Brachauchenius \| \| \| \| \| \| Pliosaurus \| \| \| \| |
|  |                                                               |
|  | Brachauchenius                                                |
|  |                                                               |
|  | Pliosaurus                                                    |
|  |                                                               |

|  | Brachauchenius |
|  |                |
|  | Pliosaurus     |
|  |                |

|  | Peloneustes    |
|  |                |
|  | Gallardosaurus |
|  |                |

|  | Liopleurodon                                                  |
|  |                                                               |
|  | \| \| Brachauchenius \| \| \| \| \| \| Pliosaurus \| \| \| \| |
|  |                                                               |
|  | Brachauchenius                                                |
|  |                                                               |
|  | Pliosaurus                                                    |
|  |                                                               |

|  | Brachauchenius |
|  |                |
|  | Pliosaurus     |
|  |                |

|  | Peloneustes    |
|  |                |
|  | Gallardosaurus |
|  |                |

|  | Liopleurodon                                                  |
|  |                                                               |
|  | \| \| Brachauchenius \| \| \| \| \| \| Pliosaurus \| \| \| \| |
|  |                                                               |
|  | Brachauchenius                                                |
|  |                                                               |
|  | Pliosaurus                                                    |
|  |                                                               |

|  | Brachauchenius |
|  |                |
|  | Pliosaurus     |
|  |                |

|  | Peloneustes    |
|  |                |
|  | Gallardosaurus |
|  |                |

|  | Liopleurodon                                                  |
|  |                                                               |
|  | \| \| Brachauchenius \| \| \| \| \| \| Pliosaurus \| \| \| \| |
|  |                                                               |
|  | Brachauchenius                                                |
|  |                                                               |
|  | Pliosaurus                                                    |
|  |                                                               |

|  | Brachauchenius |
|  |                |
|  | Pliosaurus     |
|  |                |

## Paleobiologie en paleoecologie
Gallardosaurus iturraldei zou waarschijnlijk per seizoen over de Caribische Zee zijn gemigreerd en zou voornamelijk hebben gejaagd op nektonische vissen die leefden in zijn leefgebied. Ook bekend van het Jagua Vieja-afzetting zijn ichthyosauriërs, de zeeschildpad Notoemys oxfordiensis en de plesiosauroïde Vinialesaurus caroli. Het water was vermoedelijk tien tot twaalf meter diep, en oesters en algen koloniseerden de zeebodem. Fragmentaire overblijfselen van planten, pterosauriërs en dinosauriërs waren afkomstig van nabijgelegen kustgebieden.